# آگوستین بالبوئنا
آگوستین بالبوئنا (انگلیسی: Agustín Balbuena; ۱ سپتامبر ۱۹۴۵ – ۹ مارس ۲۰۲۱) بازیکن فوتبال اهل آرژانتین بود.
از باشگاه‌هایی که در آن بازی کرده‌است می‌توان به باشگاه فوتبال راسینگ کلوب آویاندا، باشگاه اتلتیکو ایندپندینته، و باشگاه فوتبال روساریو سنترال اشاره کرد.
وی همچنین در تیم ملی فوتبال آرژانتین بازی کرده‌است.